# Glutamin
L-glutamin, okrajšano Gln ali Q, je ena izmed proteinogenih (beljakovinotvornih), za človeka neesencialnih aminokislin. V presnovi je L-glutamin univerzalni donor skupine NH2. Predstavlja 20 % v krvi prostih aminokislin. Pri hiperkataboličnih oz. hipermetaboličnih bolezenskih stanjih, kot so na primer operacije, težke poškodbe, opekline in okužbe, se potreba po glutaminu poveča, zato ga je treba pazljivo spremljati. Prav tako se potreba poveča pri veliki fizični dejavnosti, npr. pri atletih. 

### Stereoizomerija
V beljakovinah se glutamin nahaja (tako kot tudi druge aminokisline) izključno v L-obliki (sinonim: (S)-glutamin). Njegovo zrcalno sliko, D-glutamin (sinonim: (R)-glutamin], najdemo zelo redko kot gradnika beljakovin pri nekaterih mikroorganizmih.